# アップフェルラント物語
『アップフェルラント物語』（アップフェルラントものがたり）は、田中芳樹による日本のライトノベル。これを原作とした舞台公演・漫画・OVAも制作されている。
20世紀初頭の中央ヨーロッパの架空の小国・アップフェルラント王国（独: Apfelland、林檎の国）を舞台にしている。

## 概要
1905年、中央ヨーロッパの小国「アップフェルラント」。主人公の少年ヴェルギール・シュトラウス（ヴェル）は、悪党に監禁されていた少女、フリーダ・レンバッハを助け出したことによって、大冒険に巻き込まれる。
『SFアドベンチャー』（徳間書店）にて、1989年12月号から1990年4月号にかけて連載された。作者の田中芳樹は本作の連載に先立ち、本作のような作品を分類するための定義として「ルリタニア・テーマ」という冒険小説のジャンルを提唱し、これを「近代または現代のヨーロッパ大陸の一角に、架空の小国を設定し、そこを舞台に大冒険をくりひろげるお話」と位置づけている。この呼称はアンソニー・ホープの小説『ゼンダ城の虜』からの着想であるという。

## 登場人物

### 主要人物
ヴェルギール・シュトラウス
14歳。首都・シャルロッテンブルクで暮らす少年。周囲からは「ヴェル」と呼ばれている。両親を早くに亡くし、親代わりだった祖母の死後は一人で暮らしている。亡き父親は教師だった。手先が器用で、表向きはペンキ塗りや馬車の修理を、裏ではスリを営みながら生計を立てている。正義感が強く、威張り散らしている人間や悪漢を見ると我慢出来ずに手を出してしまう。
特に目的もなく、漠然と「パリに行きたい」とだけ考えていた。しかし、フリーダとの出会いや、一連の冒険を経て「奇術師になる」という夢を抱くようになる。アニメ映画版のラストでは成長して奇術師となった姿が描かれた。
フリーダ・レンバッハ
13歳。ロシア在住のドイツ人少女。両親を早くに失い、化学者である祖父に育てられた。
故人である祖父から、「超兵器」に成り得る鉱石が含有された、オーバーケルテンの鉱山の所有権を受け継いだため、デンマンやノルベルトから狙われることとなる。ヴェルに助けられたことに感謝し、彼との距離を縮めていく。
活発な性格であり、自らオーバーケルテン廃鉱への探検隊に志願している。また、物事の本質を理解することに長けており、ヴェルの本業がスリと知った後も、その信頼を揺るがせることは無かった。レーンホルム博士に出会ったのをきっかけに「女飛行士になる」という夢を抱くようになる。
小説版のカバーや口絵では青色を基調とした服とリボンをつけることが多いが、コミック版やアニメ映画版ではピンク色を基調とした服とリボンを身に着けている。また、アニメ映画版のラストでは、成長して飛行士になった姿が描かれた。
アルフレット・フライシャー
35歳。シャルロッテンブルク警視庁の警部。元は騎馬憲兵隊の准尉だったため、乗馬を得意とする。
ヴェルとは顔馴染みで、顔を会わせるたびにスリを廃業するように勧める。序盤ではヴェルに煙たがられていたが、一連の冒険を通して人間性をあらわにしたことから、距離を縮めていく。アリアーナのことを気に掛けており、彼女の危機を何度か救い、最終的にその想いは届くことになる。
序盤では髭を生やしていたが、「心境の変化」から髭を剃り落とした。アニメ映画版のラストでは再び髭を生やしている。
アリアーナ・ヴィシンスカ
27～28歳のポーランド人女性。祖国を分割占領したロシア、オーストリア、そしてドイツの三国を憎んでおり、独立活動のための資金を得るべく、デンマンと組んでフリーダを誘拐する。
ヴェルやフライシャーと一戦交えながらも、オーバーケルテン鉱山の採掘権を示す印章を手に入れ、ノルベルトに高値で売り付け、活動資金を得ようとしたが、印章を奪われ地下室に監禁されてしまう。隙を見て脱出するが、その際フライシャーに助けられたことから奇妙な縁が出来た。
その後、ワレフスキーの自宅に匿われていたが、ドイツ軍侵攻の混乱に紛れてアッチラを救い出すため街に向かうが、ドイツ兵に襲われた所を再びフライシャーに助けられる。そのまま行動を共にし、凶暴化したアッチラに出会い、フリーダを守るためアッチラを射殺した。一連の騒動の終結後、パリへと旅立った。

### アップフェルラント王国
カロリーナ・フォン・シュタウピッツ
61歳。アップフェルラント王国の女王で、名乗りは「カロリーナ2世」。夫とは10年前に死別している。読書と編み物が趣味の一見温厚そうな老女だが、機知に富み、平常心を忘れない。周囲を大国に囲まれており、それらの国々から独立を守り続けるための優れた外交術を有している。
クラウス・ボイスト
アップフェルラント王国の総理大臣。法律家の出身であり、巧みな弁舌に定評がある。平民出身のため貴族のノルベルトには快く思われていないが、行政能力が高く、議会からも相応の敬意を受けている実直な政治家で、カロリーナ女王とは10年来の政治パートナーである。ドイツ帝国の不穏な動きに対し、女王と対策を協議する。クーデターの際にノルベルト、次いでドイツ軍に拘束されたが、ヴェルたちに助け出された。
アニメ映画版には登場しない。
ツェーレンドルフ
騎馬憲兵隊の大佐で、フライシャーのかつての上司。ヴェルとフリーダのことを気に入り彼らに協力を惜しまない。その反面、ノルベルトのことは「気障な片眼鏡（モノクル）野郎」と呼び嫌っている。レーンホルム博士とは反りが合わず「不良科学者」呼ばわりしている。
ヘルムート・フォン・レーンホルム
アイゼンヘルツに住んでいる風変わりな科学者。一人称は「やつがれ」。王立学士院会員で組み立て式ボートや飛行機など、様々な怪しい発明品でヴェルたちの冒険をサポートする。才能はあるが一つのことに没頭するのが苦手で、手当たり次第に研究しては収拾が付かなくなってしまう。ツェーレンドルフ大佐とは反りが合わず「石頭」「生きた化石」呼ばわりしている。
レオンハルト
6歳。カロリーナ女王の孫。小説版では大して出番がないが、コミック版ではヴェルたちを王宮に迎え入れる手助けをした。アニメ映画版のラストでは成長した姿が描かれた。
ゴッドリープ・フォン・ノルベルト
55歳。アップフェルラント王国の陸軍大臣で、侯爵の爵位を持つ貴族でもある。陸軍での階級は中将であるが、これはアップフェルラント王国の軍隊は小規模なので、大将や元帥の階級が存在しないためである。陸軍大臣の他に陸軍総司令官・王室顧問官・貴族院議員を兼ねている。大の親独派で、アップフェルラント王国はドイツ帝国の一部となるべきと考えており、その実現のため、ドイツ帝国と共謀して様々な工作を行っている。
ドイツ軍と共謀しクーデターを起こすが、デル・ウェンゼ将軍に裏切られ拘束される。隙を付いて屋敷の地下室に逃げ込み、ドイツ兵を襲わせるためにアッチラを檻から出し本能を呼び起こすために自分を襲わせ、アッチラに食い殺される。
コミック版では拘束されることを拒み拳銃自殺した。
副官
ノルベルト大臣の副官。女王が送り出した探検隊とは別に、ノルベルト大臣によってオーバーケルテン鉱山へ派遣される。鉱山の中でデンマンと掴み合いになり転落して負傷し、ヴェルたちに拘束される。
コミック版では、オーバーケルテン廃鉱に隠された「超兵器」の存在を信じておらず、むしろヴェルたちとデンマン一味の口封じに腐心するという、現実主義的な人物として描かれている。ヴェルたちとデンマン一味が廃鉱に入ったのを確認し、アッチラを廃鉱に放り込み入口を塞いでしまう。
アニメ映画版には登場しない。
警視総監
アップフェルラント警察の最高責任者。ノルベルトと副官からは才幹と器量をまったく評価されておらず、「フライシャー警部は警視総監に嫌われているから有能だ」などと遠回しに無能扱いされている。
アメリカ公使館からの圧力を受け、逮捕されたデンマンを釈放するようにフライシャーに命じる。その後、女王に調査を命じられ、ドイツ公使館とノルベルト大臣が頻繁に連絡を取り合っていることを突き止める。
ワレフスキー
シャルロッテンブルクで屋台を経営するポーランド人で、ヴェルとフライシャーとは店主と常連の間柄である。ロシア領ポーランドからの脱出者であり、その手助けをしてくれたアリアーナの父親に恩を感じており、負傷したアリアーナを自宅に匿った。
ヨハン
80歳。浮浪者歴50年の老人でヴェルの知り合い。アリアーナやデンマンたちを目撃しており、フライシャーとヴェルに報酬（煙草1箱、酒代1か月分）と引き換えにその情報を提供する。
ヨーゼフ・クラフト
かつてのオーバーケルテン岩塩鉱で働いていた人物。探検隊の道案内を務める。
ハラー
大男の軍人で階級は軍曹。探検隊に同行する。
エーリッヒ
コミック版オリジナルキャラクター。ヴェルの友人で、彼の「本業」を手伝っている。情報収集に長ける一方で口が軽く、「つつぬけエーリッヒ」とあだ名されている。
エックホルム
名前はコミック版オリジナル。ヴェーゼル湖の定期客船の船長。フライシャーら警官隊から逃げるアリアーナたちに脅され逃亡の手助けをする。
ラフェルム
名前はコミック版オリジナル。ヴェーゼル湖の漁師。アリアーナたちを追うフライシャーら警官隊を乗せ定期客船を追跡するが、アリアーナの命令で反転して来た定期客船に漁船を壊されてしまう。

### アリアーナ・デンマン一味
ヨーク・デンマン
武器のブローカーとしてウォール街の資本家たちに重宝されているアメリカ人。アリアーナとは打算のための協力関係であり、「独立運動の資金を提供する」とうそぶいて行動を共にしている。傲岸不遜な性格で公使が相手であっても尊大に振る舞うが、わざわざ人目に付くような派手な行動を取ったり、ヴェルに財布を盗まれるなど、やや間の抜けた一面を持つ。
一度フライシャーに逮捕されるが、アメリカ公使館の助力で釈放される。その後、オーバーケルテン廃鉱でヴェルたちと死闘を繰り広げる。廃鉱の中で副官と掴み合いになり転落し脚を折る重傷を負い、ヴェルたちに拘束される。その後、国外追放となった。
アニメ映画版では銃を発砲したことで生じた落盤に巻き込まれ重傷を負う。コミック版ではアッチラに襲われ重傷を負う。
ゴルツ
デンマンの部下の大男。無口な人物で話しの内容は説明不足になりがち。オーバーケルテン廃鉱の死闘でフライシャーに倒される（アニメ映画版ではフライシャー、ツェーレンドルフ、レーンホルムの三人に倒される）。
アニメ映画版では自他を問わず人命を軽視する酷薄者として描かれている。コミック版ではデンマンの間の抜けた部分を担当しているため、小説版よりも出番が増えている。また、小説版と比べてコミカルな描写が多い。
アッチラ
体長2mほどのブラジル猫。アリアーナがブラジルで買い取り、以来行動を共にしアリアーナが唯一心を許せる相手となった。アリアーナと共にノルベルトに捕えられ地下室の檻の中に閉じ込められてしまう。その後、ノルベルトを食い殺し凶暴な本能が目覚めてしまい、街に出てドイツ兵を次々に食い殺し、フリーダをも食い殺そうとしたが、アリアーナによって射殺された。
コミック版では副官によってオーバーケルテン廃鉱に放り込まれてしまい、そこでデンマンを襲うが、その際に銃で撃たれ致命傷を負い、廃鉱を出て間もなく死んだ。

### ドイツ帝国
ウィルヘルム2世
ドイツ帝国皇帝・プロイセン王国国王。作中では主に「カイゼル（皇帝）」と呼ばれている。カロリーナ女王には「火遊びが好き」と評されている。側近の将軍と共に、アップフェルラント王国の占領・併合を企てる。
将軍
作中では主に「某将軍」と記述されている。現実主義的な人物であり、アップフェルラントに隠されているという「超兵器」の存在を信じておらず、あくまで政略のためにアップフェルラントを征圧したいだけである。
アニメ映画版では「超兵器」をドイツのものにすることを進言しており、出番もごくわずかでしかなかった。コミック版には登場しない。
マグナス・フォン・デル・ウェンゼ
陸軍中将。アップフェルラント王国の秩序回復を名目に出兵したドイツ軍司令官。列車砲「タイフーン」をつないだ軍用列車でアップフェルラント王国に乗り込み、ノルベルトを裏切ってアップフェルラントの完全併合をもくろむが、ヴェルたちに「タイフーン」を破壊され、アッチラによって多大な被害を被った挙句にアップフェルラントの併合に失敗し、失意のうちにドイツに帰国した。
コミック版ではドイツ公使に代わってカロリーナ女王との交渉役を担当しているため、出番が増えている。

## 既刊一覧

### 小説
- 田中芳樹 『アップフェルラント物語』 徳間書店、1990年3月31日第1刷発行、ISBN 4-19-154154-4
  - 「徳間文庫版」1995年2月発行、ISBN 4-19-890271-2
  - 「光文社ハードカバー版」2001年11月発行、ISBN 4-334-92345-3
  - 「光文社文庫」2003年11月20日初版1刷発行、ISBN 4-334-73584-3

### 漫画
- 田中芳樹（原作） / ふくやまけいこ（作画） 『アップフェルラント物語』 徳間書店〈アニメージュコミックス〉、1993年2月20日初版発行、ISBN 4-19-773020-9
  - 「講談社版」2007年3月23日第1刷発行（同日発売[4]）、ISBN 978-4-06-372264-2

## ミュージカル
1991年、OSK日本歌劇団により、近鉄劇場と名古屋で上演された。第64期生初舞台公演。
スタッフ
- 演出 - 海野洋司
- 脚本 - 海野洋司、杉本守

主な配役
- ヴェル - 大和光
- フリーダ - 恋香うつる
- カロリーナ女王 - 長谷川恵子
- フライシャー警部 - 東雲あきら
- ノルベルト陸軍大臣 - 吉津たかし
- ポランスキー - 麻美ゆう
- レーンホルム博士 - 洋あおい
- ダンケ - 有希晃
- ベートーヴェン - 英みち
- ヘッセ - 江利奈レイ
- アリアーナ - 千爽貴世
- ケルン - 大貴誠

構成
第1幕
第1景 プロローグ （音楽：鞍富真一、振付：矢倉鶴雄）
第2景 小さな仲間 （音楽：南安雄・橋本允・鞍富真一、振付：中川久美）
第3景 事件 （音楽：南安雄・橋本允・鞍富真一）
第4景 フリーダを探せ! （音楽：南安雄・鞍富真一、振付：大谷盛雄）
第5景 愛国者 （音楽：南安雄・鞍富真一）
第6景 嵐の予感 （音楽：南安雄、振付：中川久美）
第7景 野望 （音楽：南安雄・鞍富真一、振付：矢倉鶴雄）
第8景 幼い夢 （音楽：南安雄・鞍富真一、振付：矢倉鶴雄）
第9景 3つのF （音楽：南安雄）
第10景 謎 （音楽：南安雄、振付：中川久美）
第2幕
第11景 探検隊 （音楽：中川昌・橋本允）
第12景 侵略
第13景 博士の大発明 （音楽：橋本允）
第14景 逆転 （音楽：南安雄、振付：大谷盛雄）
第15景 歪んだ憎しみ （音楽：中川昌、振付：矢倉鶴雄）
第16景 剣士の死 （音楽：南安雄）
第17景 別れ （音楽：南安雄・鞍富真一）
第18景 大奇術師 （音楽：中川昌、振付：矢倉鶴雄）
第19景 フィナーレA （音楽：中川昌、振付：矢倉鶴雄）
第20景 フィナーレB （音楽：南安雄・中川昌、振付：大谷盛雄）

## OVA
1992年10月10日に、90分のOVA作品として発売された。後日の同年12月12日には劇場でも公開されている。
スタッフ
- 原作 - 田中芳樹
- キャラクター原案 - ふくやまけいこ
- 企画 - 尾形英夫、小林正夫
- 監督 - 湯山邦彦
- 演出 - 真野玲
- 脚本 - 武上純希
- キャラクターデザイン - 山沢実
- 作画監督 - 山沢実、敷島博英
- 美術監督 - 中村光毅
- 撮影監督 - 宇津畑隆
- 音響監督 - 藤山房伸
- 色彩設定 - 武内和子
- 編集 - 松村将弘、山森重之
- 音楽 - モーガン・フィッシャー
- プロデューサー - 横尾道男、菊川幸夫、阿部倫久
- 制作 - J.C.STAFF
- 製作 - 徳間書店、徳間ジャパンコミュニケーションズ

主題歌
「ONE DAY AT A TIME」
作詞・作曲 - モーガン・フィッシャー / 日本語詞作詞 - 田村由香 / 歌 - 舩木真弓
声の出演
- ヴェル - 山口勝平
- フリーダ - 皆口裕子
- フライシャー警部 - 江原正士
- アリアーナ - 勝生真沙子
- レーンホルム博士 - 北村弘一
- ツェーレンドルフ大佐 - 宮田光
- デンマン - 若本規夫
- ノルベルト陸軍大臣 - 加藤精三
- カロリーナ女王 - 斉藤昌
- レオンハルト王子 - 折笠愛
- クラフト - 秋元羊介
- ドイツ公使 - 田原アルノ
- デル・ウェンゼ将軍、ゴルツ - 島香裕
- 皇帝（カイゼル） - 沢木郁也

## ルリタニア・テーマ
ルリタニア・テーマは、冒険小説のジャンルの1つとして、田中芳樹が提唱した造語である。ルリタニア・テーマという名前は、アンソニー・ホープの小説『ゼンダ城の虜』に登場する架空の国ルリタニア王国に由来している。
田中は『パステルクラブ』誌1989年春季号において、「ルリタニア・テーマ」という単語を、その年の年末から『SFアドベンチャー』誌での連載を予定していた、20世紀初頭の中央ヨーロッパの小国を舞台にした「題未定の長編」のジャンルを定義するために、『ゼンダ城の虜』から着想を得て自ら「でっちあげた」造語であると説明している。ただし米英においては、『ゼンダ城の虜』の舞台であるルリタニア王国というのは冒険とロマンの王国の代名詞として広く知られており、「ルリタニア・テーマ」に近い概念として「ルリタニアン・ロマンス」という用語も存在している。
なお、田中は同記事で紹介した「題未定の長編」が本作『アップフェルラント物語』であるとは、直接的には明言していない。しかし『SFアドベンチャー』1989年12月号から連載が開始された本作の単行本の巻末には、あとがきと共に『パステルクラブ』1989年春季号の記事がそのまま収録されている。
主なルリタニア・テーマの作品
田中芳樹はルリタニア・テーマという用語を説明する際に、以下のような作品を引き合いに出している。
- アンソニー・ホープ『ゼンダ城の虜』
- エドガー・ライス・バローズ『ルーター王国の危機』
- 小泉喜美子『ダイナマイト円舞曲』
- 映画『ルパン三世 カリオストロの城』
- 映画『天空の城ラピュタ』